# Peter Hühn
Peter Hühn (* 30. November 1939 in Köslin, Pommern) ist ein deutscher Anglist.

## Leben
Nach dem Studium der Fächer Anglistik und Germanistik an den Universitäten Hamburg und Tübingen legte Hühn 1967 das Erste Staatsexamen für das höhere Lehramt in Hamburg ab und promovierte 1970 an der Universität Hamburg mit einer Dissertation zum Thema „Das Verhältnis von Mann und Frau im Werk von William Butler Yeats“. Von 1969 bis 1974 war Hühn Assistent an der Pädagogischen Hochschule in Bielefeld, von 1974 bis 1983 Wissenschaftlicher Oberrat und von 1983 bis zur Pensionierung 2005 Professor für Anglistik an der Universität Hamburg. Hühns Arbeitsgebiete sind Theorie der Lyrik und Geschichte der englischen Lyrik sowie Narratologie, insbesondere im Hinblick auf Plotstruktur und Ereignishaftigkeit, und die transgenerische Anwendung narratologischer Ansätze auf Lyrik. Weitere Arbeitsgebiete sind der Detektivroman und empirische Rezeptionsforschung. Von 2001 bis 2007 war Hühn Mitglied der DFG-Forschergruppe Narratologie im Rahmen zweier Projekte, zum einen zur narratologischen Lyrikanalyse und zum anderen zur Ereignishaftigkeit in Erzählliteratur. Er ist federführender Mitherausgeber des Handbook of Narratology.

## Werk
In der Übertragung der differenzierten narratologischen Methodologie auf Lyrik, speziell in der Vermittlungs- und Sequenzdimension, entwickelte Hühn einen neuen auch interpretatorisch weiterführenden Ansatz zur Analyse von Gedichten in ihrer poetisch spezifischen Verwendung narrativer Elemente. In der detaillierten Erfassung der Medialität und Sequentialität von Gedichten geht dieser Ansatz über bisherige Verfahren hinaus.

## Publikationen
- Peter Hühn: Facing Loss and Death: Narrative and Eventfulness in Lyric Poetry, with contributions by Britta Goerke, Heilna du Plooy, and Stefan Schenk-Haupt.Berlin: De Gruyter, 2016.
- Peter Hühn, Jan Christoph Meister, John Pier, Wolf Schmid, Hg.: Handbook of Narratology, 2 Bände (2. erheblich erweiterte Auflage). Berlin: De Gruyter, 2014 (1. Auflage 2009)
- Peter Hühn: Eventfulness in British Fiction. With contributions by Markus Kempf, Katrin Kroll and Jette K. Wulf. Berlin: De Gruyter, 2010.
- Jörg Schönert, Peter Hühn, Malte Stein: Lyrik und Narratologie: Textanalysen zu deutschsprachigen Gedichten vom 16. bis zum 20. Jahrhundert, Berlin: De Gruyter, 2007.
- Peter Hühn und Jens Kiefer: The Narratological Analysis of Lyric Poetry: Studies in English Poetry from the 16th to the 20th Century, Berlin: De Gruyter, 2005.
- Peter Hühn: Plotting the Lyric: Forms of Narration in Poetry. In: Eva Müller-Zettelmann und Margaret Rubik, Hg.: Theory into Poetry: New Approaches to the Lyric. Amsterdam/New York: Rodopi, 2005, S. 147–172.
- Heinz Hillmann und Peter Hühn: Europäische Lyrik seit der Antike: 14 Vorlesungen. Hamburg University Press, 2005.
- Peter Hühn und Jörg Schönert: Zur narratologischen Analyse von Lyrik. In: Poetica, Band 34 (2002), 287 - 305.
- Heinz Hillmann und Peter Hühn: Der Entwicklungsroman in Europa und Übersee: Literarische Lebensentwürfe in der Neuzeit. Darmstadt: Wissenschaftliche Buchgesellschaft, 2001.
- Peter Hühn: Geschichte der englischen Lyrik, 2 Bände. Tübingen: Francke, 1995 [UTB 1847 u. 1848]
- Peter Hühn: The Detective as Reader: Narrativity and Reading Concepts in Detective Fiction. In: Modern Fiction Studies 33 (1987), 451-466. – übersetzt in Der Detektiv als Leser. Narrativität und Lesekonzepte in der Detektivliteratur In: Jochen Vogt, Hg.: Der Kriminalroman: Poetik – Theorie – Geschichte. München: Fink, 1998 [UTB], 239 – 254.
- Hartmut Heuermann, Peter Hühn, Brigitte Röttger: Literarische Rezeption: Beiträge zur Theorie des Text-Leser-Verhältnisses und seiner empirischen Erforschung. Paderborn: Schöningh, 1975.[1]
- Ralf Hertel und Peter Hühn: English Poetry in Context: From the 16th to the 21st Century English Poetry. Berlin: Erich Schmidt Verlag, 2021.